# 邝淡
邝淡，生卒年不詳，籍贯广东省曲江人，宋朝政治人物，進士出身。

## 簡歷
邝淡，南宋嘉定四年（1211年），辛未科特奏名进士。据[道光]《广东通志•卷六十七•选举表五•进士二•宋•二•特奏名•嘉定四年辛未》记载：“邝淡，广东省曲江人，官英州司法”。据[光绪]《曲江县志•卷二•表三•选举•五•特奏•嘉定四年辛未》记载：“邝淡，特奏，官英州司法”。